# Fălticeni
Fălticeni – miasto w północno-wschodniej Rumunii, w okręgu Suczawa, na Wyżynie Mołdawskiej. W 2005 roku liczyło ok. 30 tys. mieszkańców. Ośrodek przemysłu włókienniczego, spożywczego, drzewnego, szklarskiego oraz gancarskiego. Centrum regionu sadowniczego. W latach międzywojennych w mieście stacjonował 16 Pułk Piechoty wojsk rumuńskich im. Marszałka Piłsudskiego. 

Dzisiejszy okręg Suczawa, z zaznaczoną Bukowiną południową